# Distretto di Shipasbamba
Il distretto di Shipasbamba è un distretto del Perù nella provincia di Bongará (regione di Amazonas) con 1.350 abitanti al censimento 2007 dei quali 788 urbani e 562 rurali.
È stato istituito il 5 febbraio 1861.